# 板垣まみ
板垣 まみ（いたがき まみ、1985年7月4日 - ）は、岡山県出身のお笑い芸人。身長158cm、体重50kg。B85・W65・H87。血液型はO型。以前、浅井企画に所属していたお笑いコンビ「Mサイズ」のツッコミ担当で、相方は浅野麻衣。日本大学経済学部卒業。
高校生時代の同級生・浅野と2004年4月にMサイズを結成。
芸能人女子フットサルチーム「ASAI RED ROSE」に所属（当時の背番号は『9』）していたが、2006年12月16日をもって退団、同時に浅井企画も退社。
その後はフリーでライブ、舞台と大学の勉強を両立させていたが、その後2007年にワタナベコメディスクールのオーディションにおいて『準部門賞』を受賞、Mサイズ2人で同スクールに在籍している。2013年にコンビを解散。